# Kris Stadsgaard
Kris Stadsgaard (Kopenhagen, 1 augustus 1985) is een Deens voormalig professioneel voetballer die doorgaans als centrale verdediger speelde. Zijn laatste club was FC Kopenhagen, waarvoor hij uitkwam tussen 2012 en 2016.

## Clubcarrière
Stadsgaard brak door bij Farum BK en bleef bij die club na de naamswijziging, waardoor hij voor Nordsjælland ging spelen. Hij had een basisplaats in het seizoen 2004/05, maar de seizoenen erna waren, door blessureleed, wat minder succesvol. Daardoor was het erg verrassend dat Reggina uit Italië de verdediger overnam. Voor anderhalf miljoen werd hij naar Italië gehaald, maar verder dan vijf duels kwam hij nooit. Bij Rosenborg was Stadsgaard wel succesvol, gezien de 55 optredens die hij maakte in iets meer dan twee jaar. In de zomer van 2010 kocht het rijke Málaga hem over voor circa twee miljoen euro, maar een erg goede samenwerking werd het niet en Stadsgaard stapte twee jaar later transfervrij over naar FC Kopenhagen. In 2016 zette de Deen een punt achter zijn carrière.

## Interlandcarrière
Stadsgaard debuteerde op 12 augustus 2009 in het Deens voetbalelftal. Op die dag werd er met 1–2 verloren van Chili. De verdediger was door bondscoach Morten Olsen op de bank gezet en mocht in de tweede helft invallen voor Lars Jacobsen.

### Gespeelde interlands
| Interlands van Kris Stadsgaard voor Denemarken | Interlands van Kris Stadsgaard voor Denemarken | Interlands van Kris Stadsgaard voor Denemarken | Interlands van Kris Stadsgaard voor Denemarken | Interlands van Kris Stadsgaard voor Denemarken | Interlands van Kris Stadsgaard voor Denemarken | Interlands van Kris Stadsgaard voor Denemarken |
| №                                              | Datum                                          | Wedstrijd                                      | Uitslag                                        | Competitie                                     | Goals                                          |                                                |
| Als speler bij Rosenborg                       | Als speler bij Rosenborg                       | Als speler bij Rosenborg                       | Als speler bij Rosenborg                       | Als speler bij Rosenborg                       | Als speler bij Rosenborg                       | Als speler bij Rosenborg                       |
| ---------------------------------------------- | ---------------------------------------------- | ---------------------------------------------- | ---------------------------------------------- | ---------------------------------------------- | ---------------------------------------------- | ---------------------------------------------- |
| 1                                              | 12 augustus 2009                               | Denemarken – Chili                             | 1 – 2                                          | Vriendschappelijk                              |                                                |                                                |
| Als speler bij Málaga                          |                                                |                                                |                                                |                                                |                                                |                                                |
| 2                                              | 17 oktober 2010                                | Denemarken – Tsjechië                          | 0 – 0                                          | Vriendschappelijk                              |                                                |                                                |
| Als speler bij FC Kopenhagen                   |                                                |                                                |                                                |                                                |                                                |                                                |
| 3                                              | 14 november 2012                               | Turkije – Denemarken                           | 1 – 1                                          | Vriendschappelijk                              |                                                |                                                |

## Erelijst
| Competitie          |           |                           |           |           |
| Competitie          | Aantal    | Jaren                     |           |           |
| Rosenborg           | Rosenborg | Rosenborg                 | Rosenborg | Rosenborg |
| ------------------- | --------- | ------------------------- | --------- | --------- |
| Tippeligaen         | 1         | 2009                      |           |           |
| Supercup            | 1         | 2010                      |           |           |
| FC Kopenhagen       |           |                           |           |           |
| Superligaen         | 2         | 2012/13, 2015/16          |           |           |
| Landspokalturnering | 3         | 2011/12, 2014/15, 2015/16 |           |           |